# ドラゴンスレイヤー (ドリーム・イーヴルのアルバム)
『ドラゴンスレイヤー』（Dragonslayer）は、スウェーデンのヘヴィメタル・バンド、ドリーム・イーヴルが2002年に発表した初のスタジオ・アルバム。

## 背景
バンドの中心人物フレドリック・ノルドストロームは、テッサロニキを訪れた際にガス・Gと意気投合し、それがドリーム・イーヴル結成のきっかけとなった。また、オリジナル・メンバーのうちニクラス・イスフェルドとペーテル・ストールフォシュは、ノルドストロームがハンマーフォールのアルバム『グローリー・トゥ・ザ・ブレイヴ』（1997年）をプロデュースした頃からの知り合いである。

## 評価
アンディ・ハインズはオールミュージックにおいて5点満点中2点を付け「イングヴェイ・マルムスティーン率いるライジング・フォースのプログレッシブ・メタル色と、ポップ・メタル・バンドのヨーロッパの親しみやすさを合わせ持つ、遠大で感傷的なヘヴィメタル」「オールド・スクールのメタルのファンなら、この正統派の音楽性は歓迎で、失望することはないだろう」と評している。また、Laura TaylorはExclaim!において「楽曲は巧みに作られており、音作りも洗練されている」「『ドラゴンスレイヤー』の難点は焦点が絞られていないことで、ヘヴィ・スラッシュからパワーメタル・アンセム、そしてバラードやリズミカルなハードロックといった具合に、良い感じに進んできたかと思えば、唐突に方向性が変わる」と評している。

## 収録曲

### 日本盤
3.と13.は日本盤ボーナス・トラック。
1. チェイシング・ザ・ドラゴン "Chasing the Dragon" – 4:02
  - 作詞：フレドリック・ノルドストローム、ニクラス・イスフェルド、ガス・G、ペーテル・ストールフォシュ／作曲：フレドリック・ノルドストローム、ガス・G
2. セイヴ・アス "Save Us" – 3:39
  - 作詞：フレドリック・ノルドストローム、ニクラス・イスフェルド、ガス・G、ペーテル・ストールフォシュ／作曲：フレドリック・ノルドストローム
3. ドラゴンハート "Dragonheart" – 3:36
  - 作詞：ガス・G／作曲：ガス・G、イェスパー・ストロムブラード
4. ルージング・ユー "Losing You" – 5:56
  - 作詞：フレドリック・ノルドストローム、ガス・G、Uncas Rydén／作曲：フレドリック・ノルドストローム
5. ヘイル・トゥ・ザ・キング "Hail to the King" – 3:33
  - 作詞・作曲：フレドリック・ノルドストローム、ニクラス・イスフェルド、ペーテル・ストールフォシュ
6. ヘヴィ・メタル・イン・ザ・ナイト "Heavy Metal in the Night" – 4:54
  - 作詞：フレドリック・ノルドストローム、ガス・G、マグナス・ウルスフェルト／作曲：フレドリック・ノルドストローム、ガス・G
7. ザ・プロフェシー "The Prophecy" – 4:14
  - 作詞：フレドリック・ノルドストローム、ガス・G、マグナス・ウルスフェルト／作曲：フレドリック・ノルドストローム、ガス・G
8. H.M.J. "H.M.J." – 2:46
  - 作詞・作曲：フレドリック・ノルドストローム、ガス・G
9. イン・フレイムス・ユー・バーン "In Flames You Burn" – 4:34
  - 作詞・作曲：ニクラス・イスフェルド、ペーテル・ストールフォシュ
10. キングダム・オブ・ザ・ダムド "Kingdom of the Damned" – 3:53
  - 作詞：ニクラス・イスフェルド、ペーテル・ストールフォシュ／作曲：ペーテル・ストールフォシュ
11. ザ・セヴンス・デイ "The 7th Day" – 3:34
  - 作詞：フレドリック・ノルドストローム、ニクラス・イスフェルド、ガス・G、ペーテル・ストールフォシュ／作曲：フレドリック・ノルドストローム、ニクラス・イスフェルド
12. ザ・チョーズン・ワンズ "The Chosen Ones" – 5:02
  - 作詞：フレドリック・ノルドストローム、ニクラス・イスフェルド、ガス・G、ペーテル・ストールフォシュ／作曲：フレドリック・ノルドストローム
13. ルージング・ユー（インスト・ヴァージョン） "Losing You (Inst. Version)" – 5:57
  - 作曲：フレドリック・ノルドストローム
14. アウトロ "Outro" – 0:16

### ヨーロッパ盤
1. "Chasing the Dragon" – 4:02
2. "In Flames You Burn" – 4:34
3. "Save Us" – 3:39
4. "Kingdom of the Damned" – 3:53
5. "The Prophecy" – 4:14
6. "The Chosen Ones" – 5:02
7. "Losing You" – 5:56
8. "The 7th Day" – 3:34
9. "Heavy Metal in the Night" – 4:54
10. "H.M.J." – 2:46
11. "Hail to the King" – 3:33
12. "Outro" – 0:16

## 参加ミュージシャン
- フレドリック・ノルドストローム - リズムギター、キーボード
- ニクラス・イスフェルド - ボーカル
- ガス・G - リードギター
- ペーテル・ストールフォシュ - ベース
- スノーウィ・ショウ - ドラムス

ゲスト・ミュージシャン
- チャーリー・ストーム - キーボード(on "Chasing the Dragon")
- リカード・ベングトソン - バッキング・ボーカル
- Gaute Storaas - ストリングス・アレンジ、指揮